# Sindrome di Ganser
La sindrome di Ganser, chiamata anche psicosi carceraria o pseudodemenza isterica, è una sindrome psichica di origine isterica nella quale si verifica una simulazione più o meno volontaria di sintomi legati a patologie mentali, che tende al peggioramento quando il paziente è consapevole di essere osservato. Questi sintomi sono frequenti soprattutto in ambito carcerario, dove il soggetto riconosce la possibilità di taluni benefici dal risultare totalmente o parzialmente infermo di mente.